# 布萨克 (阿韦龙省)
布萨克（法語：Boussac，法語發音：[busak]）是法国阿韦龙省的一个市镇，属于罗德兹区。

## 地理
布萨克（44°16'51"N, 2°22'3"E）面积17.92 平方千米，位于法国奧克西塔尼大區阿韦龙省，该省份为法国南部内陆省份，位于法國中央高原南部，北起顺时针与康塔爾省、洛泽尔省、加尔省、埃罗省、塔恩省、塔恩-加龙省和洛特省接壤。
与布萨克接壤的市镇（或旧市镇、城区）包括：巴拉克维尔、卡斯塔内、科隆比耶斯、格拉蒙、穆瓦拉泽斯。

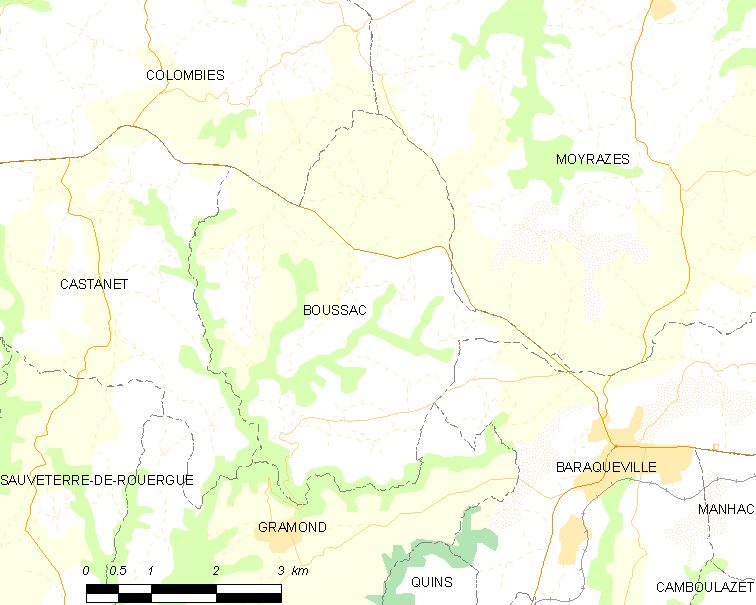
的OSM定位图

布萨克的时区为UTC+01:00、UTC+02:00（夏令时）。

## 行政
布萨克的邮政编码为12160，INSEE市镇编码为12032。

## 政治
布萨克所属的省级选区为塞奥尔-塞加拉县。

## 人口

1962-2008年间人口变化图示

布萨克于2022年1月1日时的人口数量为605人。